# Cleorina
Cleorina es un género de escarabajos  de la familia Chrysomelidae. En 1885 Lefevre describió el género. Contiene las siguientes especies:
- Cleorina basipennis Medvedev, 1995
- Cleorina chlorina Takizawa, 1988
- Cleorina costata Medvedev & Eroshkina, 1983
- Cleorina costata Tan & Wang, 1981
- Cleorina flavoornata Medvedev, 1995
- Cleorina grandis Eroshkina, 1988
- Cleorina laeta Medvedev, 1995
- Cleorina longicornia Tang, 1992
- Cleorina luzonica Medvedev, 1995
- Cleorina major Kimoto & Gressitt, 1982
- Cleorina mimica Medvedev & Eroshkina, 1983
- Cleorina nepalensis Takizawa, 1985
- Cleorina nitida Tan in Tan & Wang, 1981
- Cleorina nitidicollis Tan & Wang, 1981
- Cleorina punctisterna Medvedev & Eroshkina, 1983
- Cleorina robusta Takizawa & Basu, 1987
- Cleorina splendida Tang, 1992
- Cleorina strigicollis Medvedev & Eroshkina, 1983
- Cleorina vietnamica Medvedev & Eroshkina, 1983
- Cleorina xizangense Tan & Wang, 1981